# جوزف استرادا
جوزف استرادا (به انگلیسی: Joseph Estrada) (زاده ۱۹ آوریل ۱۹۳۷) هنرپیشه فیلیپینی و سیزدهمین رئیس جمهور سابق فیلیپین و همچنین شهردار کنونی شهر مانیل پایتخت فیلیپین میباشد.

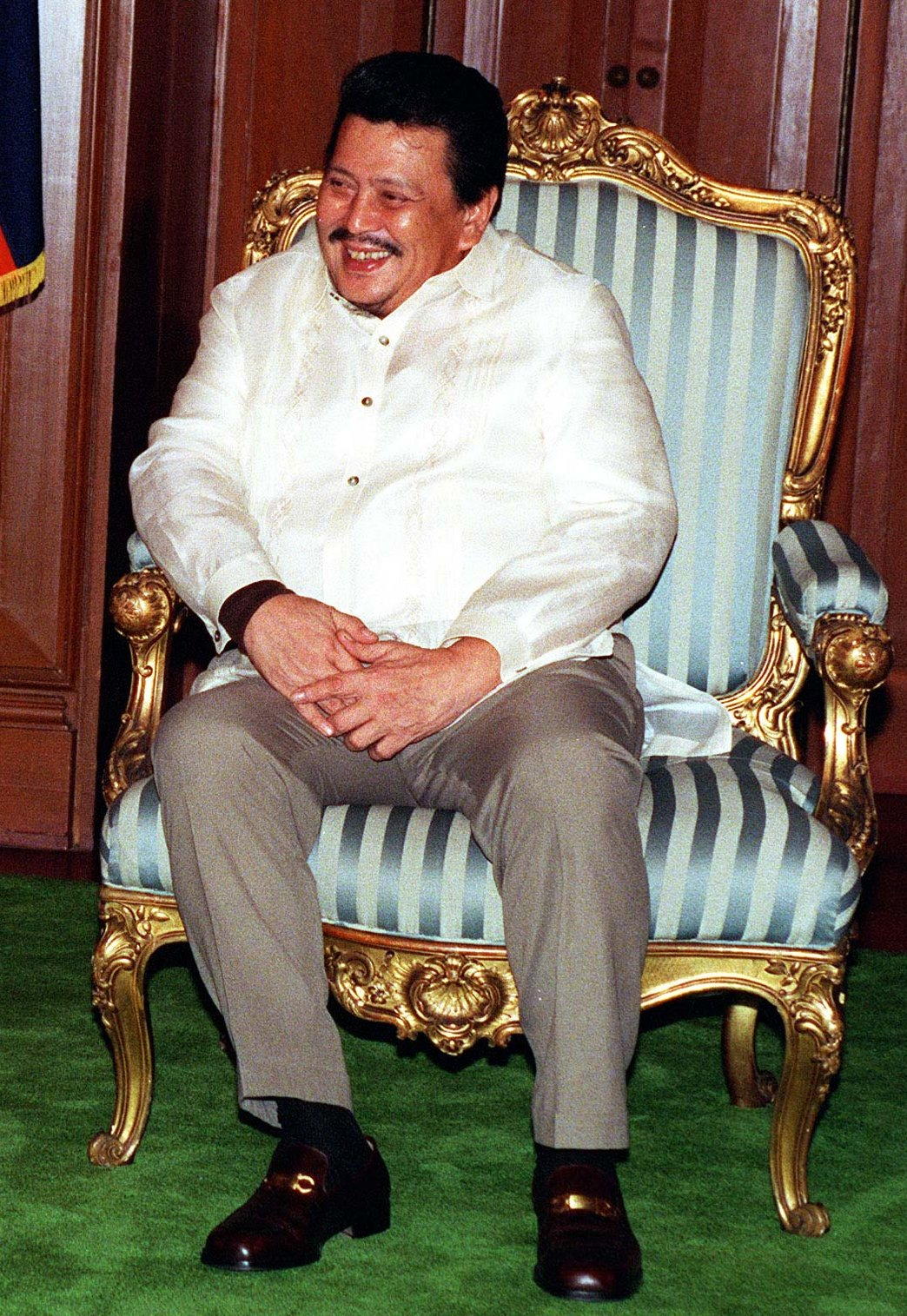
جوزف استرادا در کاخ مالاکانانگ سال ۱۹۹۸